# Viola steinbachii
Viola steinbachii är en violväxtart som beskrevs av Wilhelm Becker. Viola steinbachii ingår i släktet violer, och familjen violväxter. Inga underarter finns listade i Catalogue of Life.